# Hemmingen (Niedersachsen)
Hemmingen este un oraș din landul Saxonia Inferioară, Germania.